# Polygonia satyrus

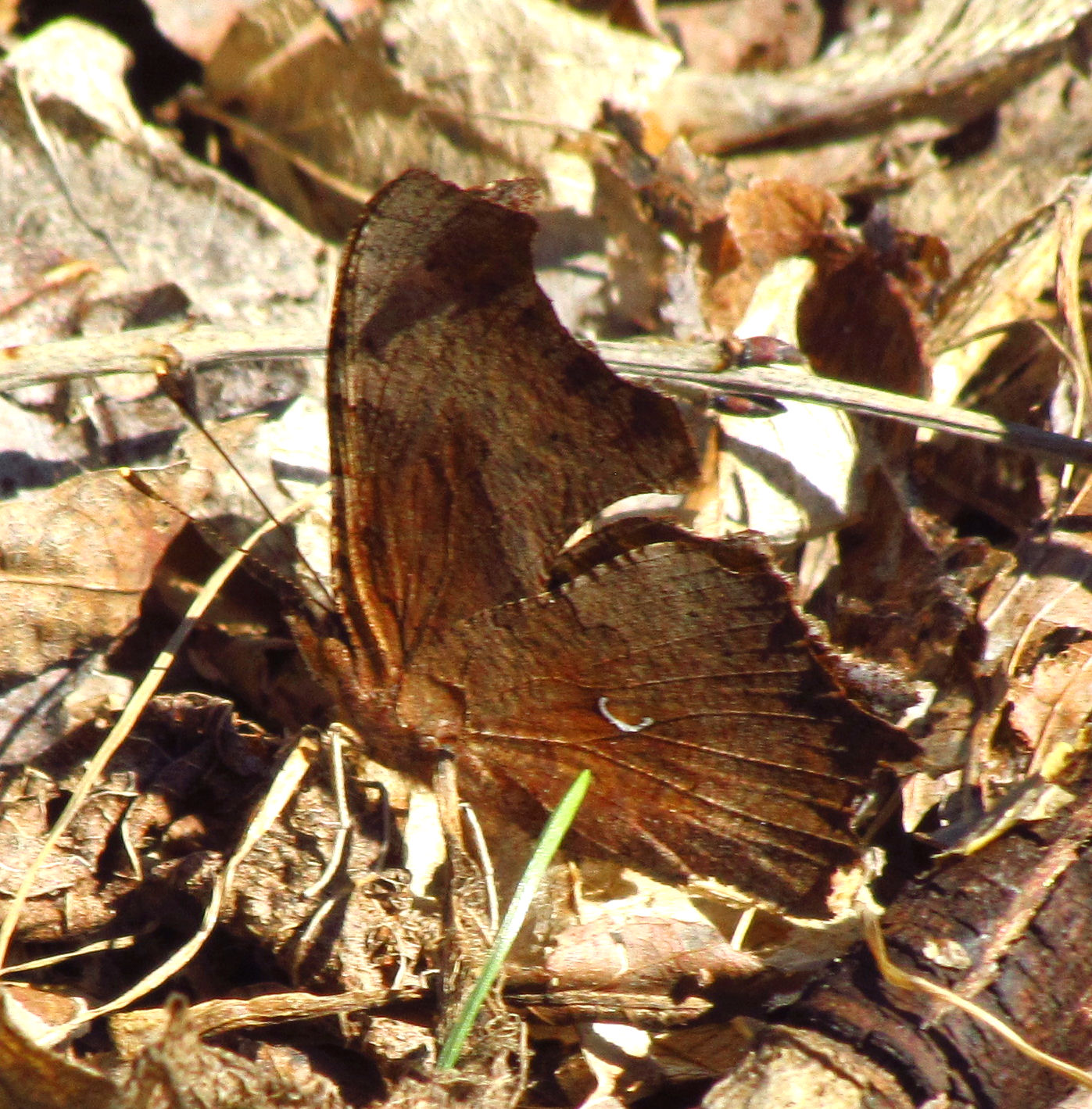
Flügelunterseite

Polygonia satyrus (Syn.: Nymphalis satyrus) ist ein Schmetterling (Tagfalter) aus der Familie der Edelfalter (Nymphalidae), der in Nordamerika vorkommt.

## Merkmale

### Falter
Die Falter erreichen in der Regel eine Flügelspannweite von 45 bis 64 Millimeter. Die Flügel sind am Außenrand stark gezackt und farblich variabel. Die Flügeloberseite ist hell gelb-orange, auf dem Vorderflügel sitzen zwei schwarze runde Flecke hintereinander nahe der Mitte des Hinterrands. Die Hinterflügeloberseite hat immer einen schwarzen Fleck in der Mitte und keinen dunklen Rand. Die blassen submarginale Flecke melieren in die gelbe Mitte. Die hell und dunkel gold-braune Flügelunterseite hat ein etwas helleres breites Band in der Mitte. Dies ist gerader als bei Polygonia comma, wie auch das C-Zeichen in der Mitte des Hinterflügels.

### Ei
Das Ei hat eine grünliche Farbe. Es wird einzeln, in Gruppen oder in kleinen Haufen an der Unterseite von jungen Blättern der Nahrungspflanze abgelegt.

### Raupe
Die stachelige erwachsene Raupe hat eine schwärzliche Grundfärbung und eine grünlich-gelbe Oberseite. Dorsal sind schwach ausgeprägte V-förmige Markierungen, außer direkt hinter dem Kopf, zu erkennen. Hinter den Stigmata sind orange Striche, darunter verläuft lateral ein unregelmäßiges blass-gelbes Band mit gelben Stacheln.

### Puppe
Die Puppe ist hellbraun und manchmal dorsal von gelber Farbe. Sie besitzt einen sehr ausgeprägten Höcker sowie zwei kurze Spitzen am Kopf. Auf dem Sattel schimmern einige goldene Flecke.

### Ähnliche Arten
Polygonia satyrus ähnelt aufgrund der Zeichnung auf den Flügeloberseiten vielen Polygonia-Arten, insbesondere zählen dazu:
- Der C-Falter (Polygonia c-album), der in Europa, Nordafrika und Asien heimisch ist und somit keine geographische Überlappung bildet.
- Polygonia faunus unterscheidet sich durch eine Reihe grüner Punkte auf den Hinterflügelunterseiten.
- Polygonia comma ist durch eine starke Marmorierung auf den Hinterflügelunterseiten zu unterscheiden und hat nur selten einen schwarzen runden Fleck nahe der Zelle des Vorderflügels.
- Polygonia interrogationis ist deutlich größer, hat ein zweigeteiltes C-Zeichen und zeigt eine mehr orange oder bräunliche Färbung auf der Vorderflügeloberseite.

## Verbreitung und Lebensraum
Polygonia satyrus kommt in den südlichen und westlichen Provinzen Kanadas und im Norden und Westen der USA vor. Die Verbreitung erstreckt sich vom südlichen Yukon, den Nordwest-Territorien, British Columbia und Alberta im Westen über das südliche Kanada bis nach Nova Scotia und in den USA über die Großen Seen bis in das nördliche Neuengland. Nach Süden reicht die Verbreitung im Westen bis zur Baja California, dem südlichen Arizona und dem südwestlichen New Mexico.
Polygonia satyrus lebt in Tälern, in bewaldeten Prärie-Schluchten, Sümpfen, Wäldern an Flüssen und an feuchten Waldrändern.

## Lebensweise
Die Art bildet in der Regel zwei Generationen pro Jahr. Die Falter der ersten Generation fliegen von Ende Juni bis Ende August, die der zweiten im September. Sie überwintern als Falter und fliegen bis zum Mai des folgenden Jahres (in Colorado, Nevada und Saskatchewan). In Kalifornien fliegen drei Generationen von Februar bis zur Überwinterung im November. In Nova Scotia und Neufundland fliegt nur eine Generation ab Ende Juli und überwintert bis zum kommenden Juni.
Ältere Raupen bilden Nester auf Blattunterseiten, indem sie den Blattstiel anbeißen, so dass diese abknicken. Die Blattränder werden nach unten gezogen und zusammengesponnen, wie es auch P. comma macht. Die Raupen ernähren sich von einer Vielzahl verschiedener Pflanzen, beispielsweise von Brennnesselgewächsen (Urticaceae), insbesondere Große Brennnessel (Urtica dioica ssp. gracilis und holosericea), Weidengewächsen (Salicaceae) in Arizona oder Maulbeergewächsen (Moraceae) wie dem Echten Hopfen (Humulus lupulus).
Die Falter saugen Nektar an Blüten, Pflanzensäfte und Mineralien an Schlamm. Die Männchen sitzen ab Mittag bis zum späten Nachmittag in Niederungen und warten auf vorbeifliegenden Weibchen. Die überwinternden Falter nehmen im Herbst Nahrung auf und paaren sich meist erst im nächsten Frühjahr.